# Метиленовий синій
Метиле́новий си́ній (МНН: Метилтіонінію хлорид (Methylthioninium chloride); метиле́нова синь, метиле́новий блаки́тний, лат. Methylenum coeruleum) С16Н18ClN3S·3H2O — органічний барвник, темно-зелені кристали з бронзовим блиском, легкорозчинний у спирті, гарячій воді, гірше — в холодній.

## Історія
Метиленовий синій вперше був отриманий в 1876 році Генріхом Каро.
Є у Орієнтовному переліку основних лікарських засобів (ВООЗ) 2019 року.

## Застосування
Метиленовий синій застосовують для фарбування бавовни, вовни, шовку.
Він інтенсивно забарвлює деякі тканини живого організму, тому його використовують як барвник в мікроскопії.
Метиленовий синій використовують в аналітичній хімії для визначення хлоратів, перхлоратів, ртуті, олова, титану, при аналізі сечі, крові, молока тощо.
Метиленовий синій широко застосовують як антидот при отруєннях ціанідами, оксидом вуглецю, сірководнем, нітритами, аніліном та його похідними.
В Україні продається в аптеках як антисептик у вигляді водно-спиртового розчину і застосовується при опіках, піодермії, фолікулітах тощо.

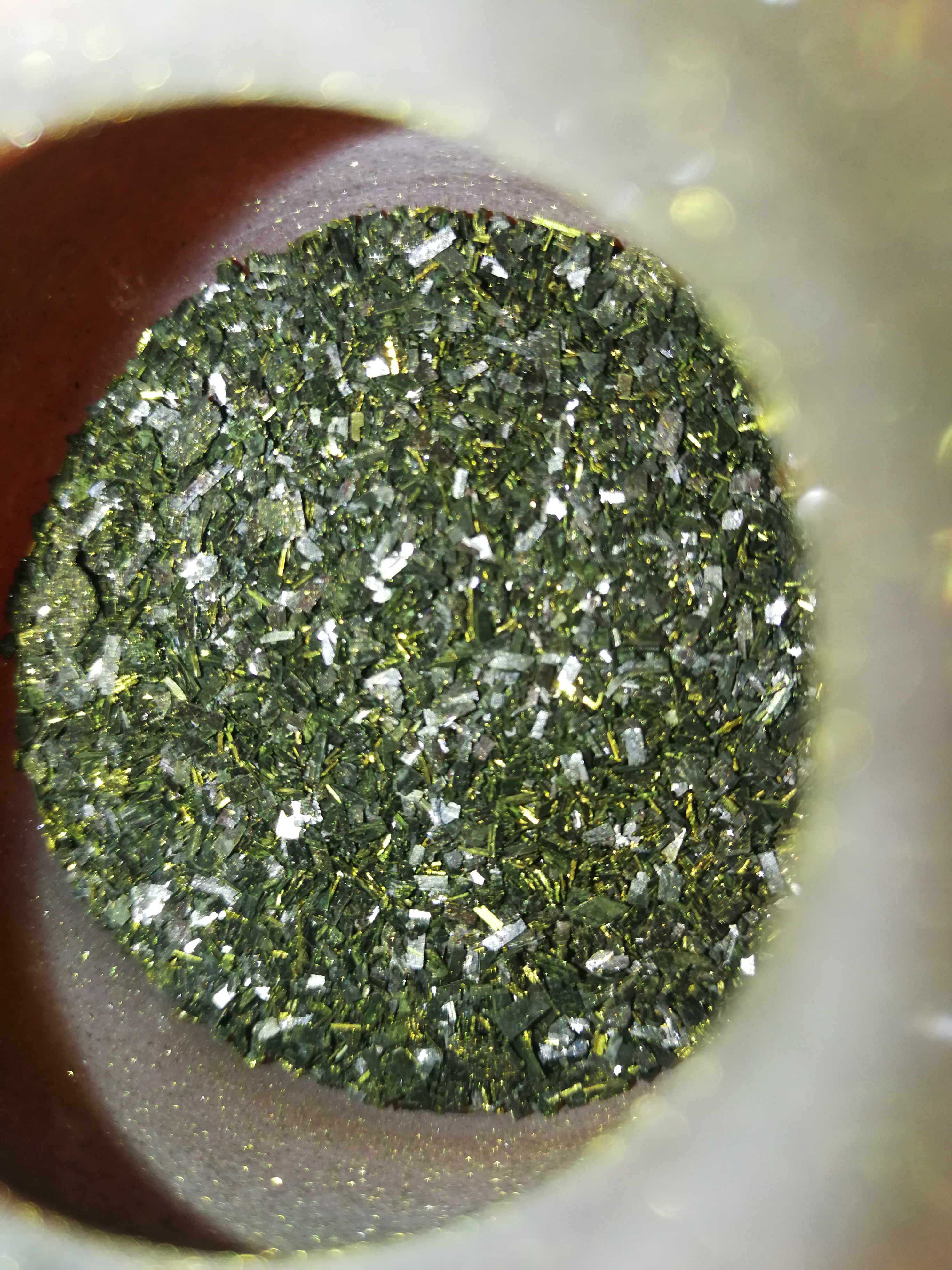
Кристали метиленового блакитного

## Протипоказання
Метиленовий синій є інгібітором МАО, а тому, його внутрішнє застосування на фоні курсу препаратів, що впливають на обмін серотоніну, як, наприклад, СІЗЗС чи СІЗЗСН, може викликати небезпечний для життя серотоніновий синдром.